# Жан-Луи Баро
Жан Луи Баро (на френски: Jean-Louis Barrault) (8 септември 1910 - 22 януари 1994) е френски драматичен артист и режисьор. Актьорската му игра е с подчерана интелектуална сила и ярка пластична изразителност.

## Роли
- Родриго в „Сид“ - Пиер Корней;
- Хамлет в „Хамлет“ - Уилям Шекспир;

## Постановки
- „Федра“ – Жан Расин;
- „Вишнева градина“ – Антон Чехов;
- „Процесът“ – Франц Кафка;

## Филмография

### Като актьор
- Заветът на доктор Корделие (Le Testament du docteur Cordelier) (1959) в ролята на Доктор Корделие и Опал